# ロリータ・レブロン
ロリータ・レブロン（Lolita Lebrón、1919年11月19日 - 2010年8月1日）は、1954年に米国議会議事堂を武力攻撃した後、殺人未遂やその他の犯罪で有罪判決を受けたプエルトリコ国民党員である。（結果米国議会の5人の議員が負傷）、ロリータはジミー・カーター大統領から恩赦を与えられた後、1979年に刑務所から釈放された。 彼女はプエルトリコのラレスで生まれ育ち、プエルトリコの自由党に加わった。 1941年、彼女はニューヨーク市に移住し、そこでプエルトリコ国民党に加わり、党の指導部内で影響力を獲得した。